# Calytrix
Calytrix é um género botânico pertencente à família Myrtaceae, constituído por várias espécies nativas do sul da Austrália. São geralmente descritas como sendo semelhantes à urze devido ao seu porte arbustivo. As folhas são pequenas e estreitas, com ramos frágeis e leves. São plantas com folhagem particularmente odorífera.

## Espécies
- Calytrix achaeta, (F.Muell.) Benth.
- Calytrix acutifolia, (Lindley) L.A.Craven
- Calytrix alpestris, (Lindl.) Court
- Calytrix amethystina, L.A.Craven
- Calytrix angulata, Lindl.
- Calytrix arborescens, (F.Muell.) Benth.
- Calytrix asperula, (Schauer) Benth.
- Calytrix aurea, Lindl.
- Calytrix baueri, (Schauer) Benth.
- Calytrix behriana, (Schldl.) Benth.
- Calytrix billardierei, (Schauer) Benth.
- Calytrix birdii, (F.Muell.) B.D.Jacks.
- Calytrix brachychaeta, (F.Muell.) Benth.
- Calytrix brachyphylla, (Turcz.) Benth.
- Calytrix brevifolia, (Meisn.) Benth.
- Calytrix breviseta, Lindl.
- Calytrix brownii, (Schauer) L.A.Craven
- Calytrix brunioides, A.Cunn.
- Calytrix carinata, L.A.Craven
- Calytrix chrysantha, L.A.Craven
- Calytrix ciliata, (Turcz.) Benth.
- Calytrix conferta, A.Cunn.
- Calytrix creswellii, (F.Muell.) B.D.Jacks.
- Calytrix cupressifolia, A.Rich.
- Calytrix cupressoides, A.Rich.
- Calytrix curtophylla, A.Cunn.
- Calytrix cuspidata, (F.Muell.) Druce
- Calytrix decandra, DC.
- Calytrix decussata, L.A.Craven
- Calytrix depressa, (Turcz.) Benth.
- Calytrix desolata, S.Moore
- Calytrix divergens, L.A.Craven
- Calytrix diversifolia, (Turcz.) B.D.Jacks.
- Calytrix drummondii, (Meissner) L.A.Craven
- Calytrix duplistipulata, L.A.Craven
- Calytrix ecalycata, L.A.Craven
- Calytrix empetroides, (Schauer) Benth.
- Calytrix eneabbensis, L.A.Craven
- Calytrix ericoides, A.Cunn.
- Calytrix erosipetala, L.A.Craven
- Calytrix exstipulata, DC.
- Calytrix faucicola, L.A.Craven
- Calytrix flavescens, A.Cunn.
- Calytrix formosa, L.A.Craven
- Calytrix fraseri, A.Cunn.
- Calytrix glaberrima, (F.Muell.) L.A.Craven
- Calytrix glabra, R.Br.
- Calytrix glutinosa, Lindl.
- Calytrix gracilis, Benth.
- Calytrix granulosa, Benth.
- Calytrix gurulmundensis, L.A.Craven
- Calytrix gypsophila, L.A.Craven
- Calytrix habrantha, L.A.Craven
- Calytrix harvestiana, (F.Muell.) L.A.Craven
- Calytrix inopinata, L.A.Craven
- Calytrix interstans, S.Moore
- Calytrix involucrata, J.M.Black
- Calytrix islensis, L.A.Craven
- Calytrix laricina, Benth.
- Calytrix leptophylla, Benth.
- Calytrix leschenaultii, (Schauer) Benth.
- Calytrix longiflora, Benth.
- Calytrix megaphylla, 	(F.Muell.) Benth.
- Calytrix merrelliana, (F.Muell. & Tate) L.A.Craven
- Calytrix micrairoides, L.A.Craven
- Calytrix microcoma,.A.Craven
- Calytrix microphylla, A.Cunn.
- Calytrix mimiana, L.A.Craven
- Calytrix mitchellii, S.Moore
- Calytrix muricata, (F.Muell.) Benth.
- Calytrix nematoclada, L.A.Craven
- Calytrix oldfieldii, Benth.
- Calytrix oncophylla, L.A.Craven
- Calytrix parvivallis, L.A.Craven
- Calytrix paucicostata, L.A.Craven
- Calytrix platycheiridia, L.A.Craven
- Calytrix plumulosa, (F.Muell.) B.D.Jacks.
- Calytrix praecipua, L.A.Craven
- Calytrix puberula, (Meisn.) Benth.
- Calytrix pubescens, G.Don
- Calytrix pulchella, (Turcz.) B.D.Jacks.
- Calytrix purpurea, (F.Muell.) L.A.Craven
- Calytrix rupestris, L.A.Craven
- Calytrix sapphirina, Lindl.
- Calytrix scabra, DC.
- Calytrix similis, L.A.Craven
- Calytrix simplex, Lindl.
- Calytrix smeatoniana, (F.Muell.) L.A.Craven
- Calytrix stenophylla, W.Fitzg.
- Calytrix stipulosa, W.Fitzg.
- Calytrix stowardii, S.Moore
- Calytrix strigosa, A.Cunn.
- Calytrix sullivanii, (F.Muell.) B.D.Jacks.
- Calytrix superba, C.A.Gardner & A.S.George
- Calytrix surdiviperana, L.A.Craven
- Calytrix sylvana, L.A.Craven
- Calytrix tenuifolia, (Meisn.) Benth.
- Calytrix tenuiramea, (Turcz.) Benth.
- Calytrix tetragona, Labill.
- Calytrix tetraptera, DC.
- Calytrix truncata, A.Cunn.
- Calytrix truncatifolia, L.A.Craven
- Calytrix uncinata, L.A.Craven
- Calytrix variabilis, Lindl.
- Calytrix verruculosa, L.A.Craven
- Calytrix verticillata, L.A.Craven
- Calytrix violacea, (Lindley) L.A.Craven
- Calytrix virgata, A.Cunn.
- Calytrix warburtonensis, L.A.Craven
- Calytrix watsonii, (F.Muell. & Tate) C.A.Gardner
- Calytrix wickhamiana, S.Moore